# Collège anglais de Rome
Le collège anglais de Rome (en italien : Venerabile Collegio) est un séminaire catholique de la ville de Rome pour la formation de prêtres originaires d’Angleterre et du pays de Galles. Fondé en 1579 et confié aux jésuites par Grégoire XIII , sa direction est reprise par la conférence des évêques d’Angleterre au début du XIXe siècle. C'est la plus ancienne institution de langue anglaise en activité, établie hors d'Angleterre. 

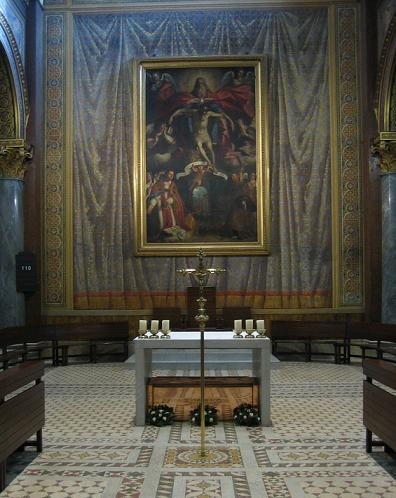
Chapelle du collège Bède-le-Vénérable, à Rome

## Historique

### L’hospice Saint-Thomas
Des gentilshommes, chevaliers et évêques d’Angleterre fondent à Rome en 1380 l’hospice Saint-Thomas-de-Cantorbéry comme lieu d'accueil pour les pèlerins venus d'Angleterre lors des grandes fêtes et célébrations. Les pèlerins les plus pauvres peuvent y demeurer jusqu’à huit jours, y recevant gratuitement nourriture et logement. Parmi ceux qui visitent l’hospice (au début du XVIe siècle), on note le médecin Thomas Linacre et le cardinal Christopher Bainbridge.
En 1527, le sac de Rome provoque le déclin de l'hospice, ce dernier ayant été pillé par les troupes du Saint-Empire. À la même époque, le roi Henri VIII rompt tout contact avec le pape et s'empare des biens de l’Église catholique dans son royaume. Rapidement la situation devient difficile pour ceux qui en Angleterre restent attachés à l’Église de Rome et au pape. 

### Fondation du collège
En 1579, le cardinal William Allen, qui avait fondé le collège anglais de Douai (Pays-Bas espagnols) en 1568, décide de convertir l'hospice en séminaire pour la formation d’un clergé anglais fidèle à Rome. Le pape Grégoire XIII soutient le projet et le confie aux jésuites. Le premier recteur en est Alphonse Agazzari. 
L’hospice n’en est pas pour autant supprimé. Le collège en garde les obligations. Pèlerins et visiteurs y sont reçus: un registre tenu à jour de 1580 à 1656 atteste que, outre les séminaristes, le collège recevait commerçants, soldats, mendiants et de nombreuses personnalités de l'époque, dont Thomas Arundell, William Harvey, William Alabaster (en 1598), John Milton (en 1638), Richard Crashaw (en 1646) et John Evelyn

### Conflit et siècles difficiles
Après le décès (1594) du cardinal Allen, grand protecteur de l’œuvre, des difficultés internes apparaissent. Le poète Anthony Munday, sans doute un espion, raconte ces années de trouble et de désorganisation interne. Les jésuites sont accusés de détourner les jeunes Anglais pour en faire des membres de leur compagnie. Et par ailleurs Rome confiant la « mission » d’Angleterre à un simple archiprêtre, sans plus nommer d’évêques, contribue à la désorientation.  
Par deux fois Robert Persons en est le recteur : 1588-1589 et 1598-1610. Après lui tous les recteurs sont des jésuites anglais. Une dizaine de prêtres encadrent les étudiants qui pour les cours vont au collège romain. Pour le reste, ils sont préparés à une vie de missionnaire clandestin dans un pays ou la vie catholique ne bénéficiait d’aucun soutien structurel. 
Le XVIIe siècle est une période difficile pour les prêtres formés à Rome et envoyés en mission au Royaume-Uni, puisque nombre d'entre eux sont rapidement arrêtés, souvent torturés et exécutés, ou exilés sous le régime protestant d'Élisabeth Ire et de ses successeurs. Le collège en obtient une très haute réputation de foi courageuse et fidélité catholique: il est populairement appelé Collège des martyrs.  Dix anciens élèves du collège sont des saints « canonisés » et une quinzaine d’autres sont « bienheureux ».  La perspective du martyre est un stimulant pour certains étudiants…  
Au XVIIIe siècle, l'institution désormais pluriséculaire est gagnée à la cause de la maison Stuart, qui souhaite rétablir la religion catholique dans le royaume insulaire. La fermeture du collège anglais de Saint-Omer (1762) à la suite de l’expulsion des jésuites de France est un coup dur, car beaucoup de séminaristes en provenaient. La suppression des jésuites par Clément XIV (en 1773) les oblige à quitter le collège anglais. Pendant quelque temps le supérieur général Lorenzo Ricci, réside au collège avant d’être retenu comme prisonnier au Château Saint-Ange où il meurt en 1775. La prise de Rome en 1798 par le général Berthier entraine la fermeture du collège.

### XIXesiècleet reprise du collège
La réouverture se fait en 1818. Le collège est sous la direction du clergé anglais. Au XIXe siècle, l'établissement est marqué par la gouvernance du cardinal Wiseman, surtout après le rétablissement, par Pie IX, de la hiérarchie catholique en Angleterre (1850). 
Durant la Première Guerre mondiale, des liens se reforment avec l’ancienne tradition. Le collège jésuite de Stonyhurst, successeur du collège anglais de Saint-Omer, offre l’hospitalité aux étudiants du collège anglais de Rome qui peuvent ainsi y continuer leurs études ecclésiastiques suivant un programme approuvé par l’université grégorienne. 
Arthur Hinsley, plus tard archevêque-cardinal de Westminster, en est le recteur de 1917 à 1930. William Godfrey lui succède (1930 à 1938. 
Les années 1970 à 1980 sont une période de changements et de réformes pour le vénérable collège, avec des aménagements liturgiques qui suivent le mouvement lancé par le concile Vatican II, comme partout ailleurs dans l’Église latine. En 1979, le collège qui fête son quatrième centenaire est honoré de la visite du pape Jean-Paul II.

## Armoiries du collège
Les armoiries du collège anglais de Rome sont inspirées de celles du Saint-Siège et symbolisent l'autorité pétrinienne de la triple tiare. Elles ont été choisies par le cardinal Allen et le pape Grégoire XVI

## Le jardin du collège
Le collège anglais de Rome possède un jardin de qualité qui conserve des attraits distinctifs anciens du XVIIe siècle.

## Anciens étudiants notoires
- Richard Smith (1568-1655)
- Ferdinand Poulton

### Les martyrs
- St Ralph Sherwin, 1581
- Bx Thomas Cottam, 1582
- St Luke Kirby, 1582
- Bx. John Shert, 1582
- Bx. William Lacey, 1582
- Bx. William Hart, 1583
- Bx. John Munden, 1584
- Bx. Thomas Hemerford, 1584
- Bx. George Haydock, 1584
- Bx. John Lowe, 1586
- Bx. Christopher Buxton, 1588
- Bx. Edward James, 1588
- Bx. Richard Leigh, 1588
- Bx. Robert Morton, 1588
- Bx. Edmund Duke, 1590
- Bx. Christopher Bales, 1590
- St Polydore Plasden, 1591
- St Eustache White, 1591
- Bx. Joseph Lambton, 1592
- Bx. Thomas Pormort, 1592
- Bx. John Cornelius S.J., 1594
- Bx. John Ingram, 1594
- Bx. Edward Thwing, 1594
- St Robert Southwell S.J., 1595
- St Henri Walpole S.J., 1595
- Bx. Robert Middleton, 1601
- Vén. Thomas Tichborne, 1602
- Bx. Robert Watkinson, 1602
- Bx. Edward Oldcorne (en), 1606
- St John Almond, 1612
- Bx. Richard Smith, 1612
- Bx. John Thules, 1616
- Bx. John Lockwood, 1642
- Vén. Edward Morgan, 1642
- Vén. Brian Tansfield S.J., 1643
- St Henry Morse S.J., 1645
- Bx. John Woodcock (prêtre) O.F.M., 1646
- Vén. Edward Mico S.J., 1678
- Bx. Anthony Turner S.J., 1679
- St David Lewis S.J., 1679
- St John Wall O.F.M., 1679

### Séminaristes duXXesiècle
- Cardinal Francis Aidan Gasquet
- Cardinal Francis Bourne
- Cardinal Arthur Hinsley
- Cardinal William Godfrey
- Cardinal William Theodore Heard
- Cardinal Cormac Murphy-O'Connor
- Cardinal Vincent Nichols
- Norman St John-Stevas
- Sir Anthony Kenny
- Paul Richard Gallagher, nonce apostolique au Burundi, au Guatemala (en) puis en Australie (en)
- Michael Fitzgerald, nonce apostolique en Égypte